# Северноандская плита

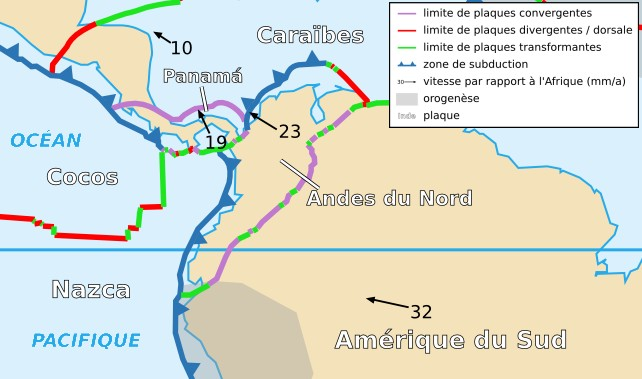
Расположение Северноандской плиты

 Северноандская плита — тектоническая микроплита. Имеет площадь — 0,02394 стерадиан. Обычно рассматривается в составе Южно-Американской плиты. Имеет только континентальную кору.
Расположенная в северо-западной части Южной Америки. Фундамент Анд, Венесуэлы, Колумбии и Эквадора.
На востоке имеет конвергентную границу из южно-Американской плиты. На западе зона субдукции с плитой Наска образует Чилийско-Перуанский жёлоб. На севере имеет зону субдукции с Карибской плитой, которая на севере переходит в дивергентную границу. На северо-западе граничит с Панамской плитой.